# Canal de la Sauldre
Pour les articles homonymes, voir Sauldre (homonymie).
Le canal de la Sauldre est un canal de 46,810 km joignant Blancafort dans le Cher, à Lamotte-Beuvron dans le Loir-et-Cher. Il emprunte le territoire des communes de Blancafort, Argent-sur-Sauldre, Clémont, Brinon-sur-Sauldre (Cher), Pierrefitte-sur-Sauldre, Nouan-le-Fuzelier et Lamotte-Beuvron (Loir-et-Cher) et présente la particularité unique en France de n'être relié à aucune voie navigable, si bien qu'on a pu dire que c'est « un canal sans queue ni tête ».

## Historique

### La genèse du canal (1828-1846)
Le canal de la Sauldre a été conçu dans le but d'améliorer l'agriculture en Sologne. Il devait permettre d'y amener de la marne (mélange naturel de calcaire, de sable et d'argile) abondante aux confins du Pays-Fort, pour amender le sol acide d'une région de ce fait infertile. Il devait également être utilisable pour l'irrigation des prairies par des eaux chargées de marne, et le drainage de la Sologne, très humide en beaucoup d'endroits. L'idée de cet ouvrage aux finalités très particulières revient à l'ingénieur hydraulicien Adhémar Barré de Saint-Venant (1797-1886) et à un notable local, Alexis Soyer (1804-1879), maire d'Argent-sur-Sauldre (Cher). Après plusieurs études sur le terrain (en 1826, 1828 et 1844), Barré de Saint-Venant, dans un mémoire rendu public en 1844, projetait d'amener la marne par bateaux d'Argent-sur-Sauldre à Lamotte-Beuvron par un canal « de petite navigation », tandis que les eaux chargées de limon marneux de la Sauldre auraient été distribuées de part et d'autre du canal par un système de rigoles constituant un réseau permettant l'irrigation de certaines zones. En 1845, une compagnie privée, la Compagnie française d'Irrigation, se forma pour construire ce canal, et l'ingénieur civil d'origine italienne Raphaël Pareto fut chargé d'en dresser les plans. Mais la compagnie, jugée « peu sérieuse » par beaucoup, fut déclarée en faillite dès 1846, « avant d'avoir déraciné la première bruyère ».

### Les Ateliers de la Sauldre (juin 1848-avril 1849)
La présence à Paris d'un grand nombre de chômeurs inscrits dans les Ateliers nationaux, que l'on souhaitait à la fois occuper à des travaux utiles - principalement de terrassement - et éloigner de la capitale en raison de leurs opinions révolutionnaires réelles ou supposées, permit la mise en chantier de ce canal, proposé en avril 1848 par Camille Desmazures, un jeune ingénieur formé à l'École centrale et parent de Barré de Saint-Venant. Le 10 juin 1848, sur proposition du ministre des Travaux publics Ulysse Trélat, la construction du canal de la Sauldre était votée à l'unanimité par l'Assemblée nationale. Le 21 juin, les Ateliers nationaux étaient fermés, et une partie de ses ouvriers appelés à se tenir prêts à partir en province y réaliser des travaux de terrassement (notamment le prolongement entre Troyes et Bar-sur-Seine du canal de la Haute-Seine et le canal de la Sauldre). 
En ce qui concerne la Sologne, l'État, devant l'urgence, avait racheté les plans établis par Raphaël Pareto, et confié à celui-ci la direction du chantier. L'ingénieur en chef du canal de Berry en résidence à Bourges, Henry Darcy, directeur administratif des travaux, marque immédiatement son désaccord avec le plan Pareto, trop limité à son avis et sans avenir du fait de son enclavement complet, et propose d'intégrer le futur canal de la Sauldre à un autre, plus développé, devant relier la Loire au Cher à travers la Sologne. Envoyée sur place, une commission composée d'ingénieurs hydrauliciens appartenant à l'élite du corps des Ponts et Chaussées (Henry Darcy, Benjamin Nadault de Buffon et Charles Poirée) se rallie à cette idée et, dans cette perspective, impose en juillet 1848 un nouveau tracé dans sa partie inférieure. « À la suite de cette décision », devait écrire Raphaël Pareto en 1851, « je me suis trouvé dans une position bien difficile et bien rare, je crois, celle de devoir immédiatement faire travailler à un canal pour lequel je n'avais ni un plan, ni un nivellement, ni un devis. On m'ordonnait en même temps de commencer les travaux à l'extrémité inférieure du canal. ».
Le chantier s'ouvre donc dans des conditions d'improvisation inimaginables. En attendant la construction des baraquements d'une dizaine de camps répartis tout le long du tracé du canal, les ouvriers sont logés dans les granges des fermes voisines, sous des tentes militaires, voire, pour quelques-uns, en raison de l'été, dans les champs. De juin 1848 à février 1849, plus de 1700 Parisiens entrent aux Ateliers de la Sauldre, tous volontaires, recrutés dans les mairies d'arrondissement de la capitale, et non pas déportés comme on l'a parfois écrit. Il n'en demeure pas moins qu'en raison de l'insalubrité notoire de la région, dont la population est alors décimée par le paludisme, beaucoup de chômeurs parisiens ne se rendent en Sologne que poussés par la misère.
En raison de l'insurrection parisienne des Journées de Juin consécutive à la fermeture des Ateliers nationaux qui vient de se dérouler quelques jours auparavant, ces ouvriers de toutes professions - dont beaucoup n'avaient aucun rapport avec les travaux publics - sont accueillis avec beaucoup de méfiance aussi bien par la population locale que par les autorités municipales et départementales. Comme les Ateliers nationaux dont ils sont issus, les Ateliers de la Sauldre sont organisés militairement sous la direction de Raphaël Pareto, successivement placé sous l'autorité des ingénieurs des Ponts et Chaussées Charles Auguste Machart et Pierre-Dominique Bazaine (1809-1893). Tant bien que mal, quelque 13 kilomètres du futur canal sont creusés dans la région de Lamotte-Beuvron, jusqu'à épuisement des crédits, totalement fournis par l'État. Seule, l'extrémité orientale du chantier (à peine deux kilomètres, entre le Coudray et les Bouffards) sera intégrée ultérieurement au canal : les crédits affectés aux Ateliers de la Sauldre (1 200 000 francs) auront donc été dépensés pratiquement en pure perte.

### Reprise et achèvement des travaux (1852-1869)
Vis-à-vis de l'opinion publique - et tout particulièrement de celle des notables solognots - il est difficile d'admettre un tel échec. Les travaux sont donc repris en 1852 sous la direction de Charles Auguste Machart, selon un nouveau tracé. Après l'expérience désastreuse de 1848-1849, on travaille désormais dans un autre esprit et dans des conditions techniques différentes, en faisant appel à des entreprises de travaux publics privées. Bien que bénéficiant de l'appui personnel de l'empereur Napoléon III, propriétaire du domaine de Lamotte-Beuvron, l'affaire traîne en longueur. En effet, on ne parvient pas, au niveau ministériel, à trancher entre deux projets, l'un, minimal, d'un canal limité à la jonction entre Lamotte-Beuvron et Blancafort, l'autre, beaucoup plus ambitieux - et coûteux car sa longueur aurait été trois fois plus importante - intégrant cette section à un canal devant relier la Loire et le Cher (en gros, l'idée d'Henry Darcy émise en 1848, reprise et développée par son successeur, Charles Auguste Machart). En définitive, on adoptera tardivement la solution la moins onéreuse. Les travaux sont achevés en 1869, et le canal immédiatement mis en service.

### Le prolongement de 1882-1885
Dès 1876, les carrières de l'Aunay, achetées par l'État en aval de Blancafort, sont en voie d'épuisement. Par arrêté ministériel du 16 février 1881, le gouvernement décide le prolongement du canal de 3,6 km, avec trois écluses supplémentaires, en amont de Blancafort, jusqu'aux coteaux de Janvres (marnières de la Sablonnière). Les 19 premières écluses étant déjà numérotées de 1 à 19, ces trois écluses supplémentaires en amont reçoivent les matricules A, B et C. Les travaux sont réalisés de 1882 à 1885, et inaugurés le 14 juillet 1885. Commencé trente-six ans plus tôt, le canal de la Sauldre atteint sa longueur définitive.

## Caractéristiques techniques
Long de 46 810 mètres (37 660 dans le Cher et 9 150 dans le Loir-et-Cher), le canal de la Sauldre a une largeur réduite (7,70 mètres en moyenne), largement inférieure au gabarit Freycinet adopté sous la Troisième République (18 m). On adopta d'emblée la largeur du canal de Berry construit de 1810 à 1840 selon les pratiques anglaises, avec des écluses larges de 2,70 m et longues de 30 m environ.
Le canal de la Sauldre est un canal de jonction par dérivation, sans bief de partage. Il joint la Sauldre au Beuvron en épousant une courbe de niveau jusqu'à ce que celle-ci passe sur le versant du Beuvron à Bertrix,commune de Clémont (Cher). Alors il commence réellement à descendre vers celui-ci.
Sa profondeur normale (« mouillage ») est de 1,50 m. Il est franchi par 48 ponts. Une dénivellation totale de 63 m est rachetée par une succession de 22 écluses, d'une longueur utile minimale de 27,75 m, et d'une largeur de 2,70 m.
L'alimentation en eau se fait par la Sauldre, dérivée d'abord dans une rigole souterraine à partir de la ferme de l'Hôpital, puis quelques kilomètres en aval par la prise d'eau initiale de l'Aunay, trois écluses plus bas, et enfin par le réservoir de l'étang du Puits, lui-même rempli par le canal juste au-dessus de l'écluse no 1 des Fouchères. D'une superficie de 180 hectares, il peut accumuler 6 200 000 mètres cubes d'eau, si bien que le canal, même dans les années les plus sèches, n'a jamais manqué d'eau. En fait, l'étang du Puits est un réservoir-tampon.
Le transbordement de la marne du canal au chemin de fer d'Orléans, à Lamotte-Beuvron, se faisait par tombereaux jusqu'en 1873. À cette date un embranchement de chemin de fer de quelques centaines de mètres permit le chargement direct des wagons au moyen d'une grue fixe de 4 tonnes, réduisant ainsi les frais de manutention.

### Les écluses
Les écluses sont numérotées de 1 à 19 entre les Fouchères (à Argent-sur-Sauldre) et Beauval (à Nouan-le-Fuzelier, mais près de Lamotte-Beuvron), tandis que les trois premières, construites plus tardivement, portent les matricules A, B et C.
| Numéro | Nom                         | Localisation            | Coordonnées géographiques   |
| ------ | --------------------------- | ----------------------- | --------------------------- |
| A      | Écluse du Remblai           | Blancafort              | 47° 31′ 46″ N, 2° 32′ 22″ E |
| B      | Écluse de l'Aunay           | Blancafort              | 47° 32′ 16″ N, 2° 30′ 47″ E |
| C      | Écluse de la Cantine        | Blancafort              | 47° 32′ 17″ N, 2° 30′ 38″ E |
| 1      | Écluse des Fouchères        | Argent-sur-Sauldre      | 47° 35′ 04″ N, 2° 22′ 48″ E |
| 2      | Écluse du Puits             | Argent-sur-Sauldre      | 47° 35′ 03″ N, 2° 22′ 26″ E |
| 3      | Écluse de la Grande-Planche | Argent-sur-Sauldre      | 47° 34′ 57″ N, 2° 22′ 07″ E |
| 4      | Écluse de Lauroy            | Clémont                 | 47° 34′ 57″ N, 2° 19′ 50″ E |
| 5      | Écluse de Chanteloup        | Clémont                 | 47° 35′ 03″ N, 2° 18′ 16″ E |
| 6      | Écluse du Vieux Perroi      | Brinon-sur-Sauldre      | 47° 34′ 32″ N, 2° 13′ 47″ E |
| 7      | Écluse des Buissons         | Brinon-sur-Sauldre      | 47° 34′ 20″ N, 2° 13′ 16″ E |
| 8      | Écluse des Gimonets         | Brinon-sur-Sauldre      | 47° 34′ 13″ N, 2° 12′ 43″ E |
| 9      | Écluse des Bois             | Brinon-sur-Sauldre      | 47° 34′ 08″ N, 2° 12′ 09″ E |
| 10     | Écluse des Collins          | Brinon-sur-Sauldre      | 47° 33′ 50″ N, 2° 11′ 45″ E |
| 11     | Écluse du Coudroy           | Brinon-sur-Sauldre      | 47° 33′ 41″ N, 2° 11′ 17″ E |
| 12     | Écluse des Bouffards        | Brinon-sur-Sauldre      | 47° 33′ 37″ N, 2° 09′ 03″ E |
| 13     | Écluse du Cul d'Enfer       | Brinon-sur-Sauldre      | 47° 33′ 48″ N, 2° 08′ 02″ E |
| 14     | Écluse des Bas Jarriers     | Pierrefitte-sur-Sauldre | 47° 33′ 56″ N, 2° 07′ 06″ E |
| 15     | Écluse de Montfranc         | Pierrefitte-sur-Sauldre | 47° 34′ 16″ N, 2° 05′ 48″ E |
| 16     | Écluse de Tracy             | Pierrefitte-sur-Sauldre | 47° 34′ 49″ N, 2° 05′ 01″ E |
| 17     | Écluse de Pinas             | Nouan-le-Fuzelier       | 47° 35′ 12″ N, 2° 04′ 17″ E |
| 18     | Écluse de la Vossonnerie    | Nouan-le-Fuzelier       | 47° 35′ 32″ N, 2° 03′ 47″ E |
| 19     | Écluse de Beauval           | Nouan-le-Fuzelier       | 47° 35′ 46″ N, 2° 02′ 55″ E |

### Les gares de déchargement
Les gares de déchargement réparties entre Argent-sur-Sauldre et Lamotte-Beuvron correspondent à un élargissement du canal plus ou moins étendu permettant aux péniches d'accoster sans gêner la navigation afin d'approvisionner les dépôts de marne où les cultivateurs du voisinage venaient en prendre livraison avec des tombereaux. Elles sont au nombre de onze : 
| Nom                | Localisation            | Coordonnées géographiques   |
| ------------------ | ----------------------- | --------------------------- |
| Argent             | Argent-sur-Sauldre      | 47° 33′ 56″ N, 2° 26′ 56″ E |
| Lauroy             | Clémont                 | 47° 34′ 57″ N, 2° 19′ 52″ E |
| Chanteloup         | Clémont                 | 47° 35′ 03″ N, 2° 18′ 24″ E |
| Le Tertre          | Brinon-sur-Sauldre      | 47° 35′ 13″ N, 2° 16′ 06″ E |
| La Bergerie        | Brinon-sur-Sauldre      | 47° 34′ 53″ N, 2° 14′ 40″ E |
| Le Coudray         | Brinon-sur-Sauldre      | 47° 33′ 39″ N, 2° 11′ 04″ E |
| Le Cul d'Enfer     | Brinon-sur-Sauldre      | 47° 33′ 49″ N, 2° 08′ 00″ E |
| Les Hauts-Jarriers | Pierrefitte-sur-Sauldre | 47° 33′ 59″ N, 2° 06′ 37″ E |
| Tracy              | Nouan-le-Fuzelier       | 47° 34′ 50″ N, 2° 04′ 59″ E |
| Beauval            | Lamotte-Beuvron         | 47° 35′ 50″ N, 2° 02′ 33″ E |
| Lamotte-Beuvron    | Lamotte-Beuvron         | 47° 35′ 52″ N, 2° 01′ 27″ E |

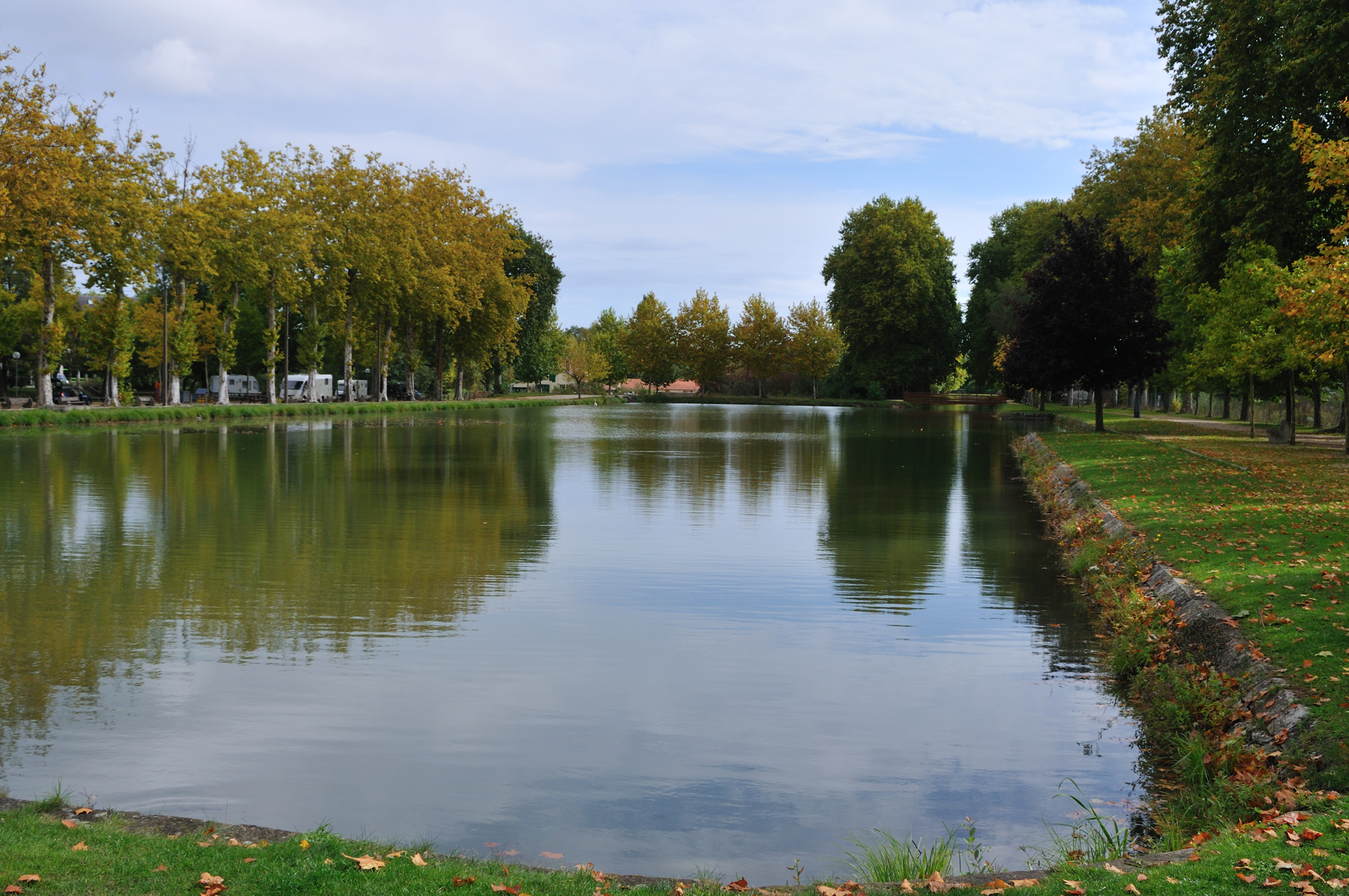
Le port de Lamotte-Beuvron.

Le port de Lamotte-Beuvron est le bassin terminal du canal, avec raccordement au réseau ferroviaire à partir de 1873.
N.B. Les gares de Tracy (à Nouan-le-Fuzelier) et de Beauval (à Lamotte-Beuvron) ne sont pas sur les mêmes communes que les écluses du même nom (respectivement à Pierrefitte-sur-Sauldre et à Nouan-le-Fuzelier).

## Navigation
Les bateaux circulant sur le canal de la Sauldre, construits sur place à Blancafort et à Argent ou empruntés au canal de Berry, étaient de type « berrichon », c'est-à-dire correspondant aux normes du canal de Berry, d'une largeur réduite (voir ci-dessus). Un « berrichon » mesurait 27 m de long sur 2,50 à 2,60 m de large, avec un tirant d'eau d'1,20 m. Il pouvait transporter 50 à 55 tonnes de marne, soit le contenu d'une quarantaine de tombereaux. Il comportait une cabine à l'arrière servant de logement aux deux bateliers. Le nombre de bateaux en circulation varia selon l'importance du marnage, et déclina constamment. En 1876, il était de 16 ; en 1896, de 14 ; en 1902, de 13 ; en 1907, de 11 ; en 1912, de 8 ; en 1921, de 6. Ces bateaux portaient les noms de Bayard, Jean-Bart, Surcouf, France, Paris, Espoir, Pilote, Terrible, Solognot, Neptune, Alexis-Soyer, etc..
La traction était principalement humaine jusque vers 1900. Deux hommes, ou, pour les plus riches, un ou deux mulets halaient le bateau depuis le chemin de halage. L'aller et retour depuis Blancafort demandait 6 jours, déchargement à Lamotte-Beuvron compris. Après 1900, la traction fut exclusivement animale, avec un âne ou un mulet. Un batelier guidait l'animal, tandis que l'autre tenait les gouvernails (les « raquettes »). L'aller-retour ne demandait alors pas plus de trois ou quatre jours.

## L'activité du canal
Dans les années suivant son achèvement, le canal de la Sauldre connaît une activité intense (644 transports de marne par bateaux berrichons en 1874). Mais, en fait, il arrive trop tard : la concurrence du chemin de fer, réelle, n'est cependant pas la plus importante. Le fait majeur tient à ce que le marnage perd tout intérêt avec l'adoption de la technique du chaulage, la chaux étant un amendement beaucoup plus léger, d'emploi plus facile, et d'efficacité plus immédiate. Surtout, le développement de l'industrie chimique et la fabrication d'engrais relègue le marnage au rang des techniques lourdes et archaïques. On s'en rend vite compte : de 31 170 tonnes de marne transportées par le canal en 1874, on tombe à 19 328 en 1902. La Guerre de 1914-1918 porte le coup de grâce au marnage, en raison de la mobilisation d'une main d'œuvre faisant défaut pour l'exploitation des carrières et l'épandage de l'amendement dans les champs. En 1920, le canal de la Sauldre n'enregistre qu'un transport de 6 671 tonnes de marne, de 969 tonnes en 1922, et de seulement 172 tonnes en 1923. Ayant perdu toute rentabilité les carrières de Blancafort doivent fermer, et faute de trafic, le canal de la Sauldre est rayé de la liste des voies navigables par le décret-loi du 28 décembre 1926. Pendant quelques années, jusqu'en 1941, de rares bateaux circulent encore pour le transport de matériaux, notamment de cailloux pour l'entretien des routes et des chemins en provenance des carrières d'Argent-sur-Sauldre.
Désormais inutiles, les écluses ont été murées les unes après les autres, si bien qu'à moins de certains travaux de réhabilitation, pas insurmontables d'ailleurs, une navigation de plaisance n'est pas encore envisageable de nos jours alors qu'elle présenterait un certain intérêt touristique pour la région. Cependant le chemin de halage, en grande partie transformé en chemin de grande randonnée, attire des touristes de plus en plus nombreux, séduits par le calme et le charme des paysages de Sologne traversés.
Au cours des étés 1986, 1987 et 1988, le spectacle Les Violons du Canal, donné au bassin du Coudray, fait revivre en évoquant très librement la courte histoire du canal.